# Livets träd

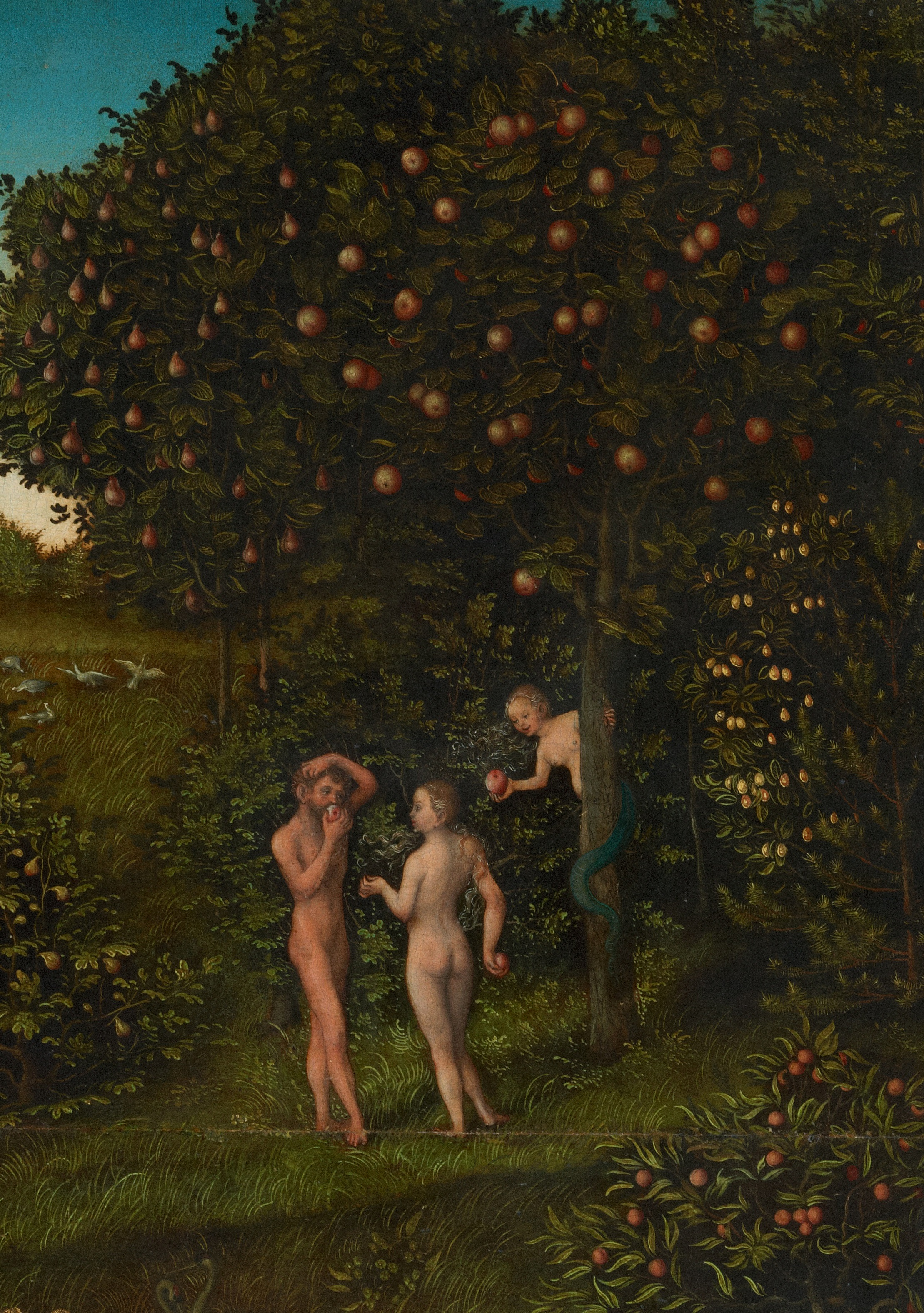
Syndafallet av Lucas Cranach, en 1500-talsbeskrivning av Edens lustgård, där livets träd syns till vänster och kunskapens träd till höger.

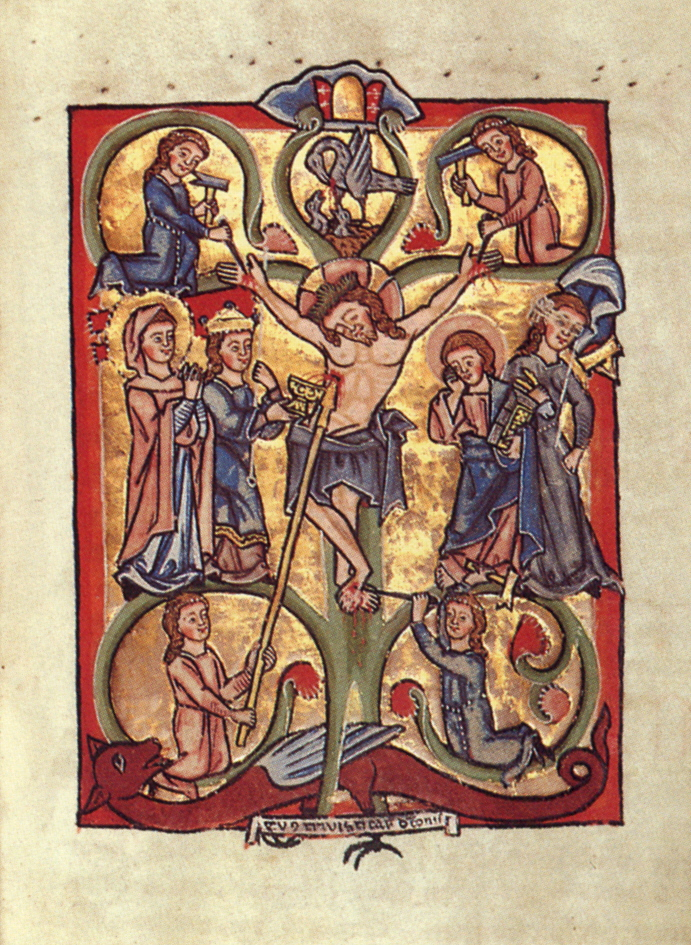
Korsfästelsen på Livets träd från en pergamentshandskrift i Straßburg, omkring 1260.

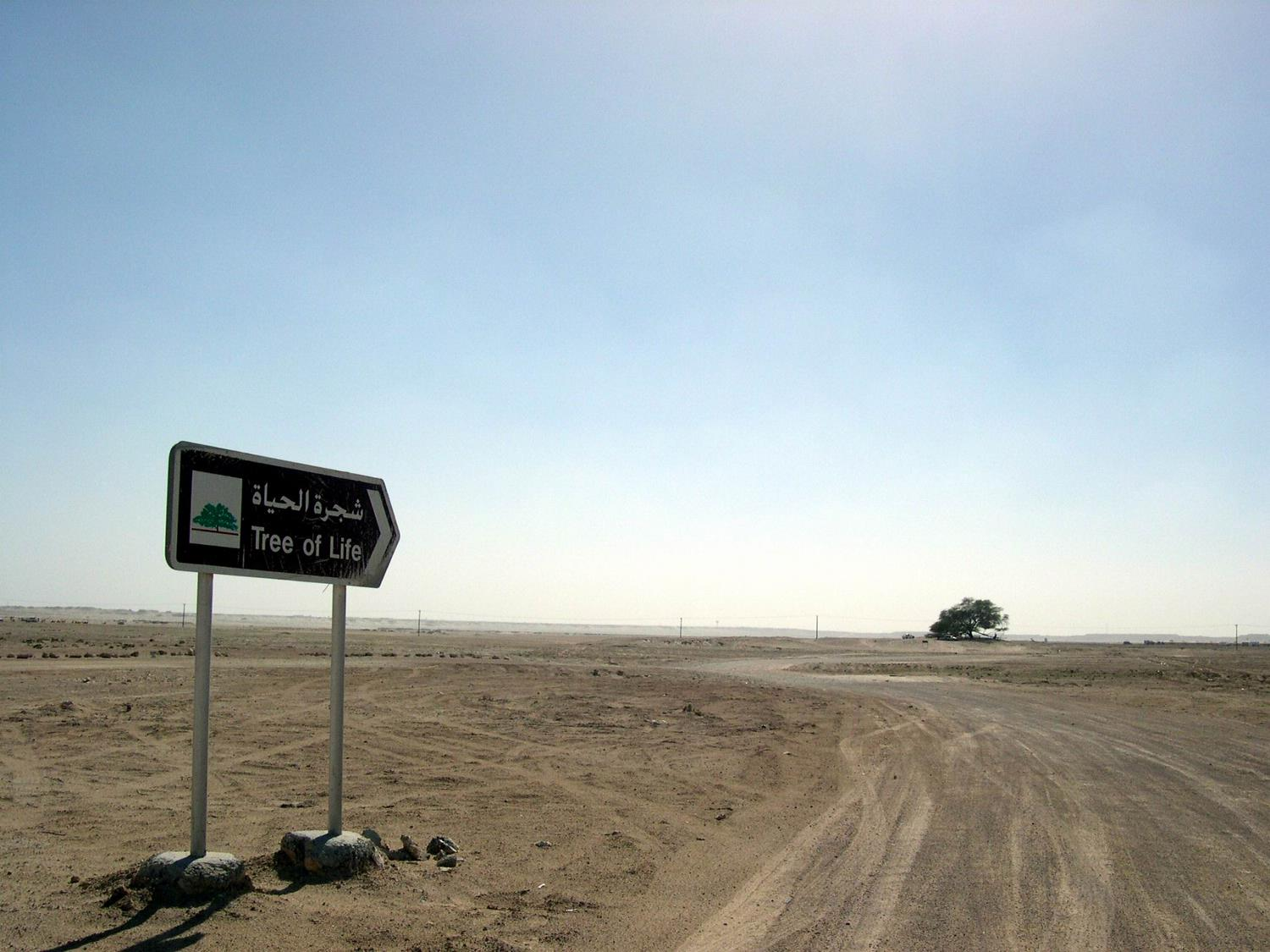
"Tree of Life" i Bahrain, 2013.

Livets träd (lat. arbor vitae) är en central livssymbol i många kulturer. Det är ett mytiskt, närmast arketypiskt begrepp, en metafor för ett gemensamt kulturellt eller genetiskt arv och ett motiv i många folks religion, konst och filosofi.
I västerländsk tradition är begreppet starkt påverkat av det livets träd i första Mosebok, vars frukt gav evigt liv. I kristen symbolik förenas detta livets träd ofta med korsfästelsens kors.
Livets träd är ofta förenat med fruktbarhetssymbolik, och förknippas med kvinnliga mytiska gestalter och födelse. 
Livets träd är även en gammal symbol för den kosmiska ordningen, världsträdet (exempelvis Yggdrasil), dels det kosmiska träd som står i världens mitt (imago mundi), med rötter i jorden och grenarna utsträckta mot solen och himlavalvet, dels den världsaxel (axis mundi) i världens centrum med rötter djupt i jorden och topp i himlen (polstjärnan). Den förenar himlen, jorden och underjorden.
Enligt vissa indiska, judiska, kristna och islamiska föreställningar har det sina rötter i himlen (arbor inversa).
Begreppet "livets träd" kan även användas för enskilda betydelsefulla träd och har olika betydelser inom biologi.

## Bibeln
I Bibelns skapelseberättelse omtalas att Herren Gud lät alla slags träd växa upp ur marken i Edens trädgård, både sådana som var vackra att se på och sådana som var goda att äta av. Två träd i trädgårdens mitt omnämns särskilt, där det ena är Kunskapens träd och det andra Livets träd (1 Mos. 3:22). De som åt av Livets träd kunde enligt Bibeln leva för evigt.
Adam och Eva förbjöds av Herren Gud att äta frukterna från kunskapens träd. Om de åt av frukten skulle de dö. Men de lät sig övertalas av ormen och de förvisades från Eden och kunde därför inte äta av Livets träd, de blev därigenom dödliga. Livets träd i Eden förknippas i kristen tradition med Jesu kors; genom Jesu lydnad och hans död på korset öppnas vägen till livets träd på nytt.
Enligt en kritisk läsning av moseböckerna, presenterad av den tyske teologen Karl Budde 1883, ifrågasätts om ”kunskapens träd” och ”livets träd” bör betraktas som två skilda träd.

### Andra träd i Bibeln
- Bakaträd i exempelvis Psaltaren 84:7
- Ceder – i ex Första Kungaboken 7:2 och Psaltaren 37:35
- Cypress – i ex Hesekiel 27:5 och Sakarja 11:2
- Ek – i ex Första Mosebok 35:8 och Hosea 4:13
- Stenek – i ex Jesaja 44:14
- Sykomor – i ex Jesaja 9:10 och Lukasevangeliet 19:4
- Terebint – i ex Domarboken 6:11 och Jesaja 1:30

## Koranen
I Koranen (sura 20:120-121) äter Adam och hans hustru av det eviga livets träd. De blev därvid medvetna om sin nakenhet och försökte skyla sig med hopfästade blad från lustgården. De bröt med detta mot Guds befallning och slog in på en förbjuden väg.

## Mytologiska exempel
Yggdrasil är asagudarnas världsträd, och ett liknande världsträd förekommer i mayansk mytologi och inom kabbala
I asiatiska myter finns trädet som heligt kultbegrepp i en mängd inkarnationer. Buddha blev upplyst medan han satt under ett banjanträd. Inom anime finns stora, mer eller mindre heliga träd i filmer som Windaria, Min granne Totoro (kamferträd) och Laputa – slottet i himlen.